# ESV Lok Falkenberg
ESV Lok Falkenberg Is een Duitse voetbalclub uit Falkenberg, Brandenburg.

## Geschiedenis
Reeds in 1893 werd er voetbal gespeeld in Falkenberg toen de club Preußen opgericht werd. Deze club verdween na de Eerste Wereldoorlog.
Op 26 januari 1919 werd SV Vorwärts Falkenberg opgericht. De club sloot zich aan bij de Midden-Duitse voetbalbond en ging in de competitie van Elbe-Elster spelen, op dat moment de tweede klasse van de Kreisliga Nordwestsachsen. In 1923 werd de club groepswinnaar en versloeg Preußen Biehla in de titelfinale met 8-0. Hierdoor mocht de club spelen tegen de andere kampioen van de tweede klasse SV Tapfer 06 Leipzig, maar verloor met 3-2. Na 1923 werd de Kreisliga afgevoerd en de competitie als Gauliga Elbe-Elster terug opgewaardeerd tot hoogste klasse. In 1924 werd de club groepswinnaar, maar verloor nu de titelfinale van Preußen Biehla met 6-2. Ook in 1925 verloor de club van Biehla in de finale. 
In 1926/27 werd de club eindelijk kampioen en plaatste zich zo voor de Midden-Duitse eindronde, waarin ze meteen met 7-3 verloren van VfL 1911 Bitterfeld. Na een plaats in de middenmoot werd de club laatste in 1929 maar dat jaar degradeerde er geen club en in 1930 werd de club vicekampioen. In 1931 werd de club opnieuw laatste en degradeerde nu wel. Vorwärts kon na één seizoen terugkeren maar werd opnieuw laatste. 
Na 1933 werd de competitie geherstructureerd. De Midden-Duitse bond werd ontbonden en de vele competities werden vervangen door de Gauliga Mitte en Gauliga Sachsen. De clubs uit Elbe-Elster werden te licht bevonden voor zowel de Gauliga Mitte als de Bezirksklasse Halle-Merseburg. Er is niets bekend over verdere prestaties van de club, maar wellicht werden zij ook overgeheveld naar de lagere reeksen van de Gauliga Berlin-Brandenburg. De reorganisatie van het Duitse voetbal zorgde er ook voor dat sommige grensclubs plots in een andere competitie werden ingedeeld met clubs waar ze nooit eerder tegen speelden. 
Na de Tweede Wereldoorlog werden alle Duitse voetbalclubs ontbonden. De club werd heropgericht als SV Falkenberg en veranderde de naam in 1949 in SG Friedrich List Falkenberg en in 1951 in BSG Lok Falkenberg. In 1953 fuseerde de club met BSG Turbine en bleef de naam BSG Lok behouden. Van 1954 tot 1965 speelde de club in de Bezirksliga.
Na de Duitse hereniging werd de naam ESV Lok Falkenberg aangenomen.

## Erelijst
Kampioen Elbe-Elster (Vorwärts Falkenberg)
1927